# 日本ビジネス能力認定協会
日本ビジネス能力認定協会（にほんビジネスのうりょくにんていきょうかい）は、留学生及び日本で働く外国人向けテキストの出版と日本の文化や働き方の習熟度を判定する外国人実務能力検定（PATF)の主催及び認定証の発行を行う一般社団法人である。

## 概要
外国人実務能力検定(PATF)を通して、外国人の方々に、日本文化の特質や働き方、職業倫理を勉強していただき、日本国内および、海外の日系企業で仕事をされる際のトラブルを、できるだけ少なくしたいという願いと目的で2015年12月に設立した。

## 活動内容
1. 外国人に対する外国人実務能力検定の主催及び認定証の発行[1]
2. 日本文化と働き方に関する書籍の制作、出版、販売[1][2]
3. 外国人の雇用に関する書籍の制作、出版、販売
4. 専門学校、日本語学校及び企業に対するビジネスマナーコースの開講支援[1]
5. 外国人の就職支援[1]

## 外国人実務能力検定

### 等級別レベル内容[3]
| 級   | 内容 |
| ---- | --- |
| ４級 | 日本に来て間もない方、あるいは今後日本で働きたいと考えている方を対象にした試験で、『外国人実務能力検定 公式テキスト4級』の内容に準拠し、日本の社会、日本での暮らし、日本での働き方に関する習熟度を測るエントリーレベルの試験です。 設問は、N3、N4相当の日本語レベルの方を対象とした内容となっています。                     |
| ３級 | 日本企業への就職を希望する留学生を対象にした試験で、『外国人実務能力検定 公式テキスト3級』の内容に準拠し、日本の就職活動の流れ、エントリーシート、履歴書の書き方、日本の会社の特徴、社会人に求められる意識・能力などの習熟度を測る試験です。 設問は、N2、N3相当の日本語レベルの方を対象とした内容となっています。           |
| 2級  | 入社1～3年ぐらいの事務職、営業職の方を対象にした試験で、『外国人実務能力検定 公式テキスト2級』の内容に準拠し、社会人としての自覚や仕事に対する取り組み方、ビジネスコミュニケーション、プレゼンテーション、コンプライアンスなどの習熟度を測る試験です。 設問は、N1、N2相当の日本語レベルの方を対象とした内容となっています。 |
| 1級  | 管理職として働いている方、あるいは、管理職を目指している方を対象にした試験で、『外国人実務能力検定 公式テキスト1級』の内容に準拠し、労働法規や在留資格・入管法、人事管理などの習熟度を測る試験です。 設問は、N1相当の日本語レベルの方を対象とした内容となっています。                                                       |

### 3級試験概要[4]
| 試験科目 | 日本社会におけるビジネスマナーの知識                              |
| 試験範囲 | 「外国人実務能力検定3級」テキストに記載されている内容の範囲       |
| 試験時間 | 90分                                                              |
| 回答方式 | ○×および、選択問題                                                |
| 出題言語 | 日本語                                                            |
| 受験料   | 5,000円（税込）学割 3,000円（税込）                               |
| 実施時期 | 個人受験は年2回(7月・11月)、団体受験は年3回(7月・11月・2月)       |
| 試験会場 | ・団体受験は各学校にて実施 ・個人受験は顔認証によるオンライン試験 |